# 愛沙尼亞經濟
愛沙尼亞是歐盟和歐元區的成員，被國際貨幣基金組織分類為先進經濟體系。

## 槪觀
在第二次世界大戰之前，愛沙尼亞經濟以農業為主，知識業甚為重要，塔爾圖大學城以科學貢獻聞名，工業不斷增長，情況與鄰國芬蘭相似。銷往西歐市場的產品包括牛油、牛奶和奶酪等。主要市場是德國和英國，與鄰國蘇聯的商業往來只佔3%。
蘇聯在1940年強行吞併愛沙尼亞，加上隨後二戰期間被納粹德國和蘇聯破壞，愛沙尼亞經濟被削弱。戰後，蘇聯把愛沙尼亞的經濟和工業納入中央計劃範圍，蘇維埃化持續。戰前愛沙尼亞的生活水平與芬蘭相若，但到了1987年，資本主義的芬蘭人均國內生產總值為14,370美元，而共產愛沙尼亞只有2,000美元左右。
愛沙尼亞在1980年代後期脫離共產主義，在1991年成為獨立的資本主義經濟體，成為全球經濟的先驅。1994年，該國把個人所得稅的稅率統一為26%，成為世界上最早採用單一稅的國家之一。2005年至2008年期間，個人所得稅稅率由26%逐步下降至21%，1990年代後半時期該國的人均外國投資高於其他中歐和東歐國家。該國與歐盟15國的差距急速縮小，1996年人均國內生產總值為歐盟15國平均值的34.8%，至2007年已增加至65%，與中歐國家相若。世界銀行把該國列為高收入國家，國內生產總值（購買力平價）是人均財富的指標，根據世界銀行該國2012年的數字是23,631美元，處於葡萄牙和立陶宛之間，但低於長期歐盟成員國如希臘或西班牙。愛沙尼亞在蘇聯解體後經濟表現強勁，被稱為波羅的海之虎之一。
2008年，該國的經濟自由度指數在162個國家中排名第12位，高於其他前蘇聯加盟共和國，但勞工市場自由為歐洲中最差，政府正著手改善。世界銀行集團公布的2020年經商容易度指數中，愛沙尼亞位列18（台灣排名15）。
愛沙尼亞政府決定採用歐元作為官方貨幣，在2004年底確定愛沙尼亞歐元硬幣的設計。由於通脹持續高企，無法提前履行進入條件，該國在2011年1月1日切換到歐元，較原定計劃晚。愛沙尼亞克朗與歐元掛鉤，1歐元可兌15.64664克朗。
2007年－2008年環球金融危機嚴重影響該國經濟，主要是由於早年醞釀的房地產市場泡沫爆破造成投資和消費低迷。該國經歷歐盟失業最糟糕的一年，失業率從2008年5月的3.9%上升至2009年5月的15.6%。
然而，愛沙尼亞的經濟長遠前景仍然是歐洲最有前途的。2011年實際國內生產總值增長8.0%，根據法國社會展望和國際信息研究中心（CEPII）的預測，人均國內生產總值在2025年將上升到瑞典、芬蘭、丹麥和挪威等北歐經濟的水平。根據此推算，到2050年，愛沙尼亞有可能成為歐盟最有生產力的國家，僅次於盧森堡，成為世界上最有生產力的五大國家之一。

## 早期歷史
直到13世紀初，現在被稱為愛沙尼亞的領土是獨立的，經濟以農業為主，但在漫長海岸線上也有許多海上活動。丹麥國王、德國利沃尼亞和條頓騎士團的軍令帶領北方十字軍東征，結束該地區的自治發展，在軍事征服中起變化。抵抗侵略者的戰爭從1208年持續至1227年，最後一個縣份薩列馬島在1261年淪陷。
此後，經過多個世紀直到1920年，愛沙尼亞農業主要由本土農民組成，他們在德國民族地主擁有的大型封建式莊園工作。在獨立前的幾十年裡，沙皇中央統治發展相當龐大的工業，世界上最大的棉紡織廠佔主導地位。新愛沙尼亞戰後經濟不濟，貨幣盧布通貨膨脹。在1920年至1930年期間，愛沙尼亞經濟在相當大的困難、錯位和失業下完全改變。政府沒收德國地主所持的物業並作出補償，把土地劃分為小農場，為之後的經濟繁榮奠定基礎。
到1929年，該國正式成立穩定的貨幣愛沙尼亞克朗，由中央銀行愛沙尼亞銀行發行。貿易以本地市場和西方國家為主，特別是德國和英國，蘇聯只佔所有商業的3%。
蘇聯在1940年強行吞併愛沙尼亞，加上隨後二戰期間被納粹德國和蘇聯破壞，愛沙尼亞經濟被削弱。戰後，蘇聯把愛沙尼亞的經濟和工業納入中央計劃範圍，蘇維埃化持續。該國超過56%農場在1949年4月一個月內被集體化。莫斯科把有本地可用原料的工業擴展，如開採油頁岩和磷礦。

## 現代化和自由化
愛沙尼亞在再次獨立後以作為東方與西方之間的關口自居，積極推行經濟改革和融入到西方。該國的市場改革使其成為前經濟互助委員會的經濟領導者之一。該國自由市場經濟的特點，包括預算收支平衡、幾乎沒有公共債務、劃一所得稅、自由貿易制度、由貨幣發行局支持的自由兌換貨幣制度和穩健的歐元掛鉤、有競爭力的商業銀行業、友好的外商投資環境、創新的電子服務和流動服務。愛沙尼亞在結構調整方面也取得良好的進展。
1992年6月，愛沙尼亞把俄羅斯盧布取代本國發行的自由兌換貨幣克朗，建立貨幣發行局，新貨幣與德國馬克掛鉤，1馬克兌換8愛沙尼亞克朗。當德國引入歐元後，匯率改為1歐元兌15.6466克朗。愛沙尼亞原本在2008年採用歐元，但因高通脹率被推遲到2011年。2011年1月1日，愛沙尼亞採用歐元，成為第17個歐元區成員國。
國有企業幾乎完全私有化，政府只仍擁有港口和主要發電廠。憲法規定預算收支平衡，該國知識產權法律保障與歐洲看齊。1992年初，源於共產主義時代的流動性問題和結構性弱點，促成銀行業危機，因此當局制定有效的破產法，私人擁有而管理良好的銀行成為市場的領導者。今天，銀行業的條件近乎理想，外國人購買銀行股份或擁有多數股權不受限制。
塔林完全電子化的證券交易所在1996年初開業，2001年被芬蘭的赫爾辛基證券交易所購買。據估計，非法經濟佔國內生產總值近12%。

## 今天的經濟

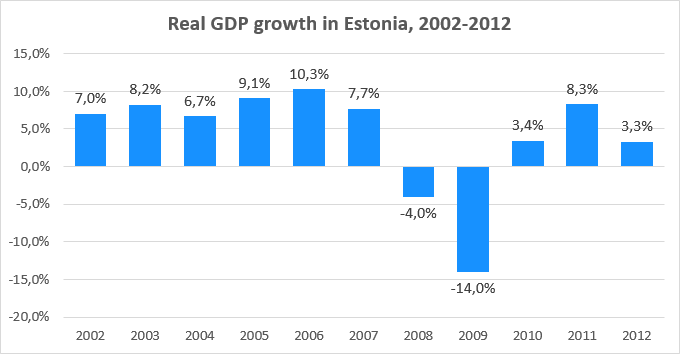
愛沙尼亞實際國內生產總值增長

愛沙尼亞經濟在2006年前是世界上增長最快的經濟體之一，每年增長率甚至超過10%，儘管國內和國外有人擔心，但該國經濟和貨幣仍然具有高度彈性和有償付能力。
直到最近幾年，愛沙尼亞經濟持續以令人欽佩的速度增長。該國的國內生產總值在2000年增長6.4%，在2004年加入歐盟後以兩位數的速度增長，國內生產總值僅在2007年增長7.9%。勞工成本增加，煙草、酒類、電力、燃料和天然氣的稅收增加，加上外圍壓力（全球市場石油和食品價格上升），預計將在2009年頭幾個月內把通脹推高超過10%的大關。
國內生產總值在2008年首季僅增長0.1%，國會通過負預算補充，2008年預算收入和開支分別減少61億和32億克朗。
愛沙尼亞於1999年加入世界貿易組織，龐大的經常賬戶赤字仍然存在，但在2008年最後幾個月開始減少，並預計在短期持續。
在2013年第2季，愛沙尼亞的平均每月工資為976歐元，約合15,271克朗或1,328美元。
愛沙尼亞幾乎是能源獨立，當地開採的油頁岩提供超過九成電力需求，替代能源如木材、泥炭和生物質佔主要能源生產約9%。該國需要進口來自西歐和俄羅斯的石油產品。油頁岩能源、電信、紡織、化工產品、銀行、服務、食品和漁業、木材、造船、電子和交通運輸是主要的經濟行業。塔林附近的不凍港擁有現代化設施，具有良好的轉運能力、高容量的穀物運輸設施、冷凍儲藏和全新的油輪裝載能力。鐵路作為連接西方國家、俄羅斯和東方其他地區的渠道。
該國的國內生產總值經過長時間高速增長後，在2008年第3季度按年下降超過3%，在2008年第4季度出現負增長9.4%。有些國際專家和記者把波羅的海三國作為單一經濟，忽視愛沙尼亞的許多基本指標經常較立陶宛和拉脫維亞優勝。儘管如此，以國內生產總值增長率比較，愛沙尼亞在2009年是世界上五個表現最差的經濟體之一。經常性帳戶赤字和通貨膨脹率低於拉脫維亞，人均國內生產總值高於拉脫維亞和立陶宛。公共債務只佔國內生產總值的3.8%，處於非常低的水平，政府儲備佔國內生產總值接近一成。愛沙尼亞於2008年12月成為拉脫維亞救助方案的捐助國之一，該方案由國際貨幣基金組織牽頭。
今天，該國主要受到四個主要貿易夥伴（芬蘭、俄羅斯、瑞典和德國）的發展所影響。該國政府最近大幅增加開支用於創新。愛沙尼亞改革黨的總理表明目標，使人均國內生產總值在2022年成為歐盟前5位國家。然而，愛沙尼亞的國內生產總值在2008年第2至4季度分別下降1.4%、超過3%和超過9%，該國經濟在2009年第1季度進一步萎縮15.1%。國內和國外需求偏低，壓抑經濟的整體輸出。該國的工業生產下降33.7%，幅度是整個歐盟中最高。
愛沙尼亞經濟自2009年起復蘇，失業率大幅下降至現時10%以下。儘管人口出現負增長，國內生產總值在2011年增長8%以上。

## 2008年金融危機的影響
2009年7月，愛沙尼亞增值稅從18%上升至20%。標準普爾在下調美國的信用評級僅幾天之後，在2011年8月9日把愛沙尼亞的評級從A上調到AA-，其中一個因素是對該國有信心維持強勁經濟增長的能力。

## 就業參與

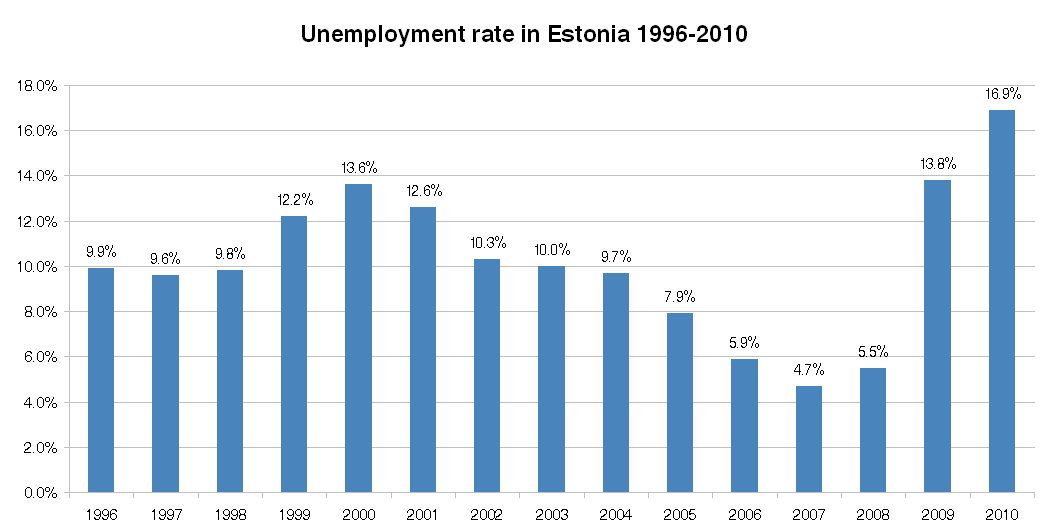
愛沙尼亞失業率佔勞動人口的百分比

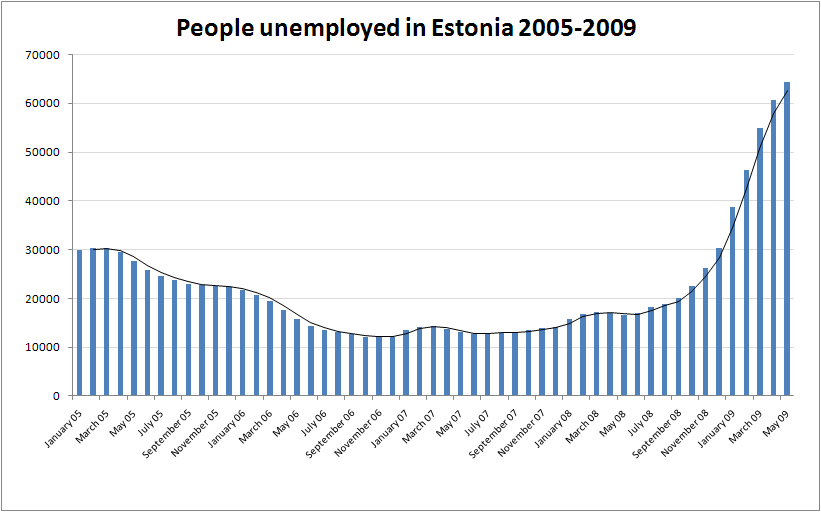
愛沙尼亞失業人口統計

愛沙尼亞有大約60萬名僱員，但該國技術人員短缺。由於歐洲各地出現技能短缺，政府已經增加非歐洲經濟區公民的工作簽證配額，有批評指這措施不足以解決短缺。
2000年代後期，全球出現經濟衰退，當地物業蕭條，加上立法增加勞動力市場的靈活性（使公司裁員更容易），使該國失業率在整個危機時期上升至18.8%，其後於2011年夏天穩定在13.8%，主要原因有出口強勁帶動經濟復蘇、內部消費以致進口暴跌和削減公共財政。失業減少部分歸因於愛沙尼亞移民至芬蘭、英國、澳大利亞和其他地方就業。

## 行業
塔林成為金融中心，該國的金融業優勢是私人公司和政府之間的非官僚式合作，加上國民接受過教育，但受教育的年輕人多數移民至西歐以獲取更多收入。塔林證券交易所是OMX系統的成員，最近有幾宗新股票發行。梅肯研究隊公布的2005年融資指數中，該國在121個國家中排名第21，跑贏奧地利、意大利和其他國家。塔林的新辦公室市場供不應求，租金水平不低於每平方米15歐元。
愛沙尼亞服務業僱用六成以上勞動人口，擁有強大的信息技術業，部分原因是由於1990年代中期的Tiigrihüpe項目，以電子國家政務規模計算是最「有線」和先進的歐洲國家。
在20年前結束集體化後，農業變得私有化和更高效，最近養殖面積已增加。在1991至2000年期間，農業佔國內生產總值的比例從15%下降至3.3%，而從事農業的就業人口比例從15%下降至5.2%。
採礦業佔國內生產總值的1%，開採的商品包括油頁岩、泥炭、工業礦物如黏土、石灰岩、沙和礫石等。蘇聯在1950年代初建立嚴重污染的工業，主要集中在該國東北部。社會主義經濟和軍事地區使該國高度污染，人均二氧化硫排放量幾乎與捷克相若，主因是東維魯的油頁岩產業。某些地方的近岸海域海水受污染，主要集中在東部。政府正在尋求進一步減少污染的方法。與1980年相比，2000年的排放量減少80%，未淨化的廢水排放減少95%。該國生產正快速增長，因此工資也迅速上升，2005年私人消費上升8%左右。根據愛沙尼亞經濟研究所，2005年國內生產總值增長主要來自加工業、金融中介、零售和批發貿易、運輸和通信業。

## 基礎設施
鐵路運輸主導貨運業，佔所有國內和國際運輸貨物的七成。客運方面，公路運輸是最普遍的途徑，佔所有客運量超過九成。5個主要貨運港口提供簡單的導航訪問、深水海域和良好的冰況。該國有12座機場和1座直升機場，最大的機場是塔林倫納特·梅里機場，在2007年處理173萬人次和22,764噸貨物，貨運量每年增長119.7%。國際航班公司如北歐航空、芬蘭航空、漢莎航空、易捷航空和愛沙尼亞航空提供直飛航線前往27個目的地。
該國約7.5%勞動人口受僱於運輸業，佔國內生產總值超過一成。愛沙尼亞因來往歐洲和俄羅斯的交通而得到業務，特別是經愛沙尼亞港口的石油運輸。過境貿易佔國內生產總值的比例是有爭議的，但許多人認為份額因俄羅斯敵意增加而減少。
當局鼓勵公司燃燒油頁岩代替煤，油頁岩站主要集中在納爾瓦，使該國的能源75%左右。其他能源來自俄羅斯進口的天然氣、木材、汽車燃料和燃油。
愛沙尼亞的風力發電達58.1兆瓦，目前正在開發的項目可產電399兆瓦左右。該國能源市場的自由化遠遠落後於北歐。該國在加入歐盟的談判中，同意在2009年前開放至少35%市場，在2013年之前開放佔總消費量77%左右的非家用市場。愛沙尼亞憂慮俄羅斯利用能源市場威嚇該國。政府正在考慮向核電企業發放許可證，並計劃與拉脫維亞和立陶宛共享核設施。
該國具有偏高的互聯網普及率，網絡遍及全國大部分地區。

## 貿易
| 愛沙尼亞 | 出口  | 進口  |
| -------- | ----- | ----- |
| 芬蘭     | 15.3% | 15.1% |
| 瑞典     | 16.8% | 10.7% |
| 拉脫維亞 | 9.2%  | 10%   |
| 俄羅斯   | 12.7% | 4.1%  |
| 德國     | 4.8%  | 10.7% |
| 立陶宛   | 5.7%  | 9%    |

愛沙尼亞出口分類

愛沙尼亞出口機械和設備（佔每年所有出口的33%）、木材和紙張的（15%）、紡織品（14%）、食品（8%）、家具（7%）、金屬和化學產品。愛沙尼亞每年出口15.62億千瓦時電力，進口機械和設備（佔每年所有進口的33.5%）、化工產品（11.6%）、紡織品（10.3%）、食品（9.4%）和運輸設備（8.9%）。該國每年進口2億千瓦時電力。

## 自然資源
| 自然資源         | 地點       | 蘊藏量                          |
| ---------------- | ---------- | ------------------------------- |
| 油頁岩           | 東北部     | 1,137,700,000百萬公噸           |
| 海泥（藥用）     | 南部       | 1,356,400,000百萬公噸           |
| 建築用沙         | 遍佈全國   | 166,700,000百萬立方米           |
| 建築砂石         | 北部       | 32,800,000百萬立方米            |
| 湖泥（藥用）     | 遍佈全國   | 1,133,300百萬公噸               |
| 湖泥（肥料用）   | 東部       | 170,900公噸                     |
| 陶瓷黏土         | 遍佈全國   | 10,600,000百萬立方米            |
| 陶瓷黏土（礫石） | 遍佈全國   | 2,600,000百萬立方米             |
| 科技用白雲石     | 西部       | 16,600,000百萬立方米            |
| 科技用石灰石     | 北部       | 13,800,000百萬立方米            |
| 裝飾白雲石       | 西部       | 2,900,000百萬立方米             |
| 建築白雲石       | 西部       | 32,900,000百萬立方米            |
| 藍黏土           | 遍佈全國   | 2,044,000百萬公噸               |
| 花崗岩           | 遍佈全國   | 1,245,100,000百萬立方米         |
| 泥炭             | 遍佈全國   | 230,300,000百萬公噸             |
| 建築石灰岩       | 北部       | 110,300,000百萬立方米           |
| 石灰岩水泥       | 北部       | 9,400,000百萬立方米             |
| 黏土水泥         | 北部       | 15,6000,000百萬立方米           |
| 網格筆石         | 北部       | 64,000,000,000百萬公噸          |
| 木材             | 遍佈全國   | 15,6000,000百萬立方米           |
| 科技用沙         | 北部       | 3,300,000百萬立方米             |
| 湖石灰           | 北部及南部 | 808,000公噸                     |
| 磷礦             | 北部       | over 350,000,000百萬公噸 (估計) |
| 底土             | 遍佈全國   | 21,1立方公里                    |